# Unna Räitavagge

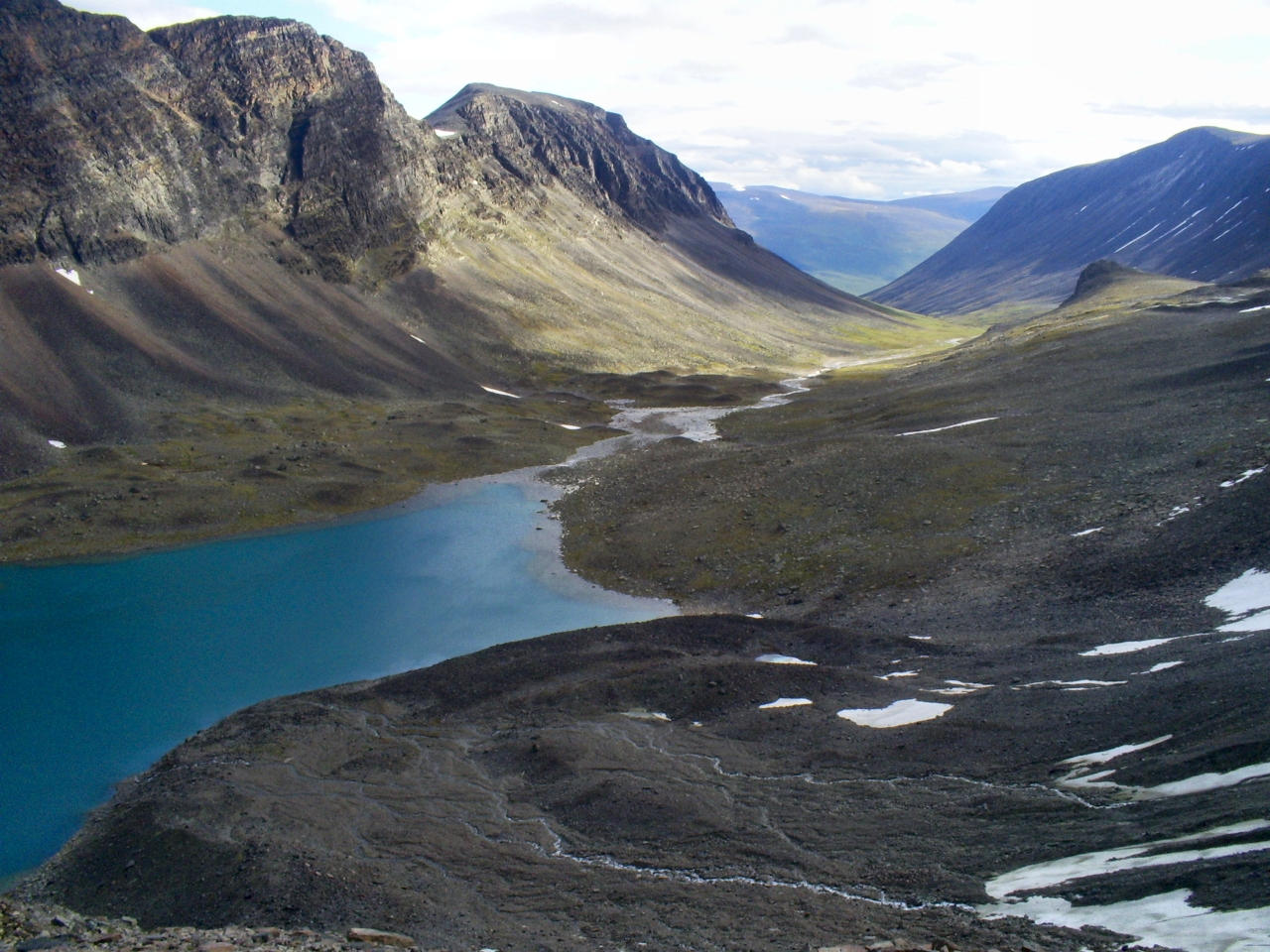
Unna Räitavagge österut från dalens övre del, vid Jojoledens start/slutpunkt och strax intill övernattningsstugan

Unna Räitavagge, nordsamiska Unna Reaiddavággi, är en dalgång i Kebnekaiseområdet i Kiruna kommun. Dalen, som är jämförelsevis smal och djupt nedskuren, går mellan Stuor Reaiddavággi i väster och Vistasvagge i öster. Mitt i dalen finns en liten obemannad övernattningsstuga som drivs av Svenska Turistföreningen. Bredvid stugan finns en glaciärsjö och en drygt hundra meter hög bergsbrant som skulle kunna sägas dela dalen i en övre och undre del. Dalen och stugan är en turistattraktion. Den namnlösa glaciärsjön bredvid prismastugan är 0,223 kvadratkilometer stor och ligger 1 223,1 meter över havet. Sjön är blågrön och får tillrinning från flera glaciärer. Omkring 100 meter från stugan och cirka 50 meter från sjöns utlopp stupar berget brant utför. Sjöns namnlösa utlopp störtar utför det 150 meter höga stupet ner i en namnlös sjö, som är 0,175 kvadratkilometer och ligger 1 073 meter över havet. Den övre sjöns jokk bildar ett högt vattenfall i fyra etapper när den faller ner i den nedre sjön.

## Vandringsleder
Jojoleden har sin start-/slutpunkt i dalen vid STF:s prismastuga. Leden har sin mest krävande del vid passagen av Unna Räitavagges södra vägg, där en brant glaciär måste passeras.
Genom dalen går en dåligt rösad vandringsled mellan Vistasvagge och Stuor Reaiddavággi. Dalen kan vara något krävande att genomvandra på grund av grov blockterräng, främst i den upphöjda västra delen. Branten i den mittre delen passeras lämpligen genom att hålla söderut.  